# هنري بي. ريتشاردسون
هنري بي. ريتشاردسون (بالإنجليزية: Henry B. Richardson)‏ هو مونتير أمريكي، ولد في 19 مايو 1889 في بوسطن في الولايات المتحدة، وتوفي في 19 نوفمبر 1963 في نيويورك في الولايات المتحدة.

## وصلات خارجية
- هنري بي. ريتشاردسون على موقع أوليمبيديا (الإنجليزية)